# Andy Selva
Andrea "Andy" Selva (Roma, 25 de maio de 1976) é um ex-futebolista samarinês nascido na Itália, país onde jogou a maior parte de sua carreira futebolística, que durou 24 anos.
É considerado o maior jogador da história de San Marino, juntamente com Massimo Bonini.

## Carreira em clubes
Em clubes, Selva iniciou a carreira aos 18 anos de idade no Latina, que na época disputava a Eccellenza (quinta divisão, de nível amador), em 1994. Em sua única temporada pelos Leões Alados, jogou 26 partidas e marcou 5 gols. Ainda defendeu Civita Castellana, Fano, Catanzaro e Tivoli entre 1995 e 2000, quando atuaria pelo San Marino Calcio, clube do país homônimo que joga os campeonatos promovidos pela FIGC.
Depois de passar por Maceratese, Grosseto e Bellaria, teve sua primeira oportunidade em um clube tradicional no futebol italiano ao assinar com a SPAL, onde atuaria por 2 temporadas. Até 2011, vestiu as camisas de Padova, Sassuolo e Hellas Verona.
Passou ainda por Fidene, La Fiorita e Anziolavinio, voltando ao La Fiorita em 2014. Em junho de 2018, aos 42 anos de idade e após os 2 jogos de sua equipe na fase preliminar da Liga dos Campeões de 2018–19, Selva anunciou sua aposentadoria como jogador.

## Carreira na seleção
Filho de uma samarinesa, Selva optou em defender a seleção em 1996. A estreia pela Sereníssima foi na categoria Sub-21, enfrentando a Turquia, onde fez o único gol na derrota por 4 a 1. Já o debut oficial foi contra Israel, e o primeiro gol foi contra a Áustria - os jogos foram disputados em outubro de 1998.
Seu maior feito foi ter feito o gol da vitória de sua equipe contra Liechtenstein, a única dos celestes até hoje. O atacante despediu-se da carreira internacional em 2016, ao entrar nos minutos finais da partida contra a Noruega.
Na seleção, tem o recorde de partidas disputadas e gols feitos, com 74 jogos e 8 gols - é o único jogador samarinês a fazer mais de 2 gols pela equipe.